# The Black Widow (serial)
Văduva Neagră (titlu original: The Black Widow) este un film SF american din 1947 regizat de Spencer Gordon Bennet și Fred C. Brannon. Este un film serial cu un total de 13 capitole și produs de Republic Pictures. În rolurile principale joacă actorii Bruce Edwards, Virginia Lee, Carol Forman, Anthony Warde.

## Prezentare
Redactorul ziarului Daily Clarion îl angajează pe criminalistul amator Steve Colt pentru a rezolva o serie de crime, toate implicând mușcături otrăvitoare de păianjen. 
Între timp, regele Hitomu și-a trimis fiica -pe Sombra- în Statele Unite ca parte a planului său de a obține dominația globală. Acolo ea se prezintă ca o ghicitoare și, ajutată de o bandă de acoliții, încearcă să fure prototipul unui motor atomic de rachetă.

## Distribuție
- Bruce Edwards - Steve Colt, Amateur criminologist on the trail of a series of bizarre murders
- Virginia Lindley - Joyce Winters
- Carol Forman - Sombra, daughter and agent of King Hitomu
- Anthony Warde - Nick Ward, a gangster working with Sombra
- Ramsay Ames - Ruth Dayton
- I. Stanford Jolley - Dr. Z.V Jaffa, scientist working with Sombra
- Theodore Gottlieb - Hitomu, intent on World Domination
- Forrest Taylor - Bradley, gang lawyer

## Capitole
1. Deadly Prophecy (20 min)
2. The Stolen Formula (13min 20s)
3. Hidden Death (13min 20s)
4. Peril in the Sky (13min 20s)
5. The Spider's Lair (13min 20s)
6. Glass Guillotine (13min 20s)
7. Wheels of Death (13min 20s)
8. False Information (13min 20s)
9. The Spider's Venom (13min 20s) - a re-cap chapter
10. The Stolen Corpse (13min 20s)
11. Death Dials a Number (13min 20s)
12. The Talking Mirror (13min 20s)
13. A Life for a Life (13min 20s)

SURSA: